# Nematopsis ostrearum
Nematopsis ostrearum is een soort in de taxonomische indeling van de Myxozoa, een stam van microscopische parasitaire dieren. Het organisme komt uit het geslacht Nematopsis en behoort tot de familie Porosporidae. Nematopsis ostrearum werd in 1938 ontdekt door Prytherch.